# Rožmitál na Šumavě
Rožmitál na Šumavě là một làng thuộc huyện Český Krumlov, vùng Jihočeský, Cộng hòa Séc.